# Tacora
Tacora ist der Name des 5980 m hohen Vulkanberges in Norden Chiles. Er liegt in der Region Arica y Parinacota etwa 50 km nördlich des Orts Putre.
Er befindet sich in enger Nachbarschaft zu dem nördlich gelegenen Berg Chupiquiña in Peru, die Gipfel liegen etwa fünf Kilometer entfernt voneinander. Im Sattel zwischen den beiden Vulkanbergen befinden sich Schwefelminen. Östlich des Tacora befinden sich heiße Quellen.